# Karpfsee (Bad Heilbrunn)
Karpfsee ist ein Ortsteil der Gemeinde Bad Heilbrunn im oberbayerischen Landkreis Bad Tölz-Wolfratshausen.
Die Bebauung besteht aus der Hofstelle Karpfsee und einer dreihundert Meter südlich gelegenen Siedlung aus sieben Parzellen.

## Geografie
Der Weiler liegt circa drei Kilometer nordwestlich von Bad Heilbrunn in der Gemarkung Mürnsee auf einer Anhöhe an einer Gemeindeverbindungsstraße zwischen der Staatsstraße St 2370 und der Bundesstraße 11. Östlich des Weilers entspringt der Holmbach.

## Geschichte
Zum 1. Mai 1978 wurde die eigenständige Gemeinde Schönrain aus dem Landkreis Bad Tölz aufgelöst. Einige Ortsteile wurden zu Königsdorf eingegliedert, andere wie Karpfsee kamen zu Bad Heilbrunn.
Bei der Volkszählung 1987 wurden 29 Einwohner in sechs Gebäuden mit Wohnraum festgestellt. Bei der Hofstelle Karpfsee errichtete zwischen 2014 und 2017 die Stiftung Nantesbuch das „Lange Haus“, dessen Einweihung am 24. Juni 2017 stattfand.